# Secretaría de Guerra (España)
La Secretaría de Guerra fue uno de los organismos político administrativos creados por el general Franco tras su nombramiento como jefe de Gobierno del bando rebelde durante la guerra civil española. Fue creada por Decreto de 6 de octubre de 1936. Su misión era proporcionar apoyo a las fuerzas armadas rebeldes. Fue suprimida el 31 de enero de 1938 al crear Franco su primer gobierno propiamente dicho.

## Contexto
El 30 de septiembre de 1936 se publicó en el Boletín Oficial de la Junta de Defensa Nacional de España el nombramiento del general Franco como generalísimo de los ejércitos y como jefe del gobierno del Estado. Al día siguiente, Franco tomó posesión oficialmente de sus cargos. Aunque solo había sido nombrado jefe de Gobierno, todos los medios oficiales hablaron desde el principio de «jefe del Estado». De inmediato creó una Junta Técnica del Estado para que le ayudase a gestionar las labores de gobierno. En aquel momento, la toma de Madrid parecía inminente y, con ella, la victoria definitiva. El Boletín Oficial del Estado publicó el 2 de octubre la ley que creaba este y otros organismos. La nueva Junta no era un auténtico gobierno sino que parecía más bien un instrumento de apoyo civil a los militares hasta el final de la guerra, que entonces se preveía próximo.
Franco estableció su cuartel general en Salamanca, ciudad situada lejos del frente y que se convirtió en el centro del poder nacionalista. Se estableció en el palacio episcopal que le cedió su titular,  Enrique Plá y Deniel. Aunque ningún otro general podía rivalizar con él, El poder de Franco no estaba todavía consolidado y solo confiaba en un reducido número de personas, entre las que destacaba su hermano Nicolás.

## Creación
Unos días más tarde de la creación de la Junta Técnica, el 6 de octubre, se publicó un Decreto que creaba la Secretaría de Guerra. Su misión era «atender al desenvolvimiento de las necesidades orgánicas y administrativas de las fuerzas armadas de todos los órdenes». El elegido para desempeñar el cargo fue el general de división Gil Yuste.

## Relaciones con la Iglesia

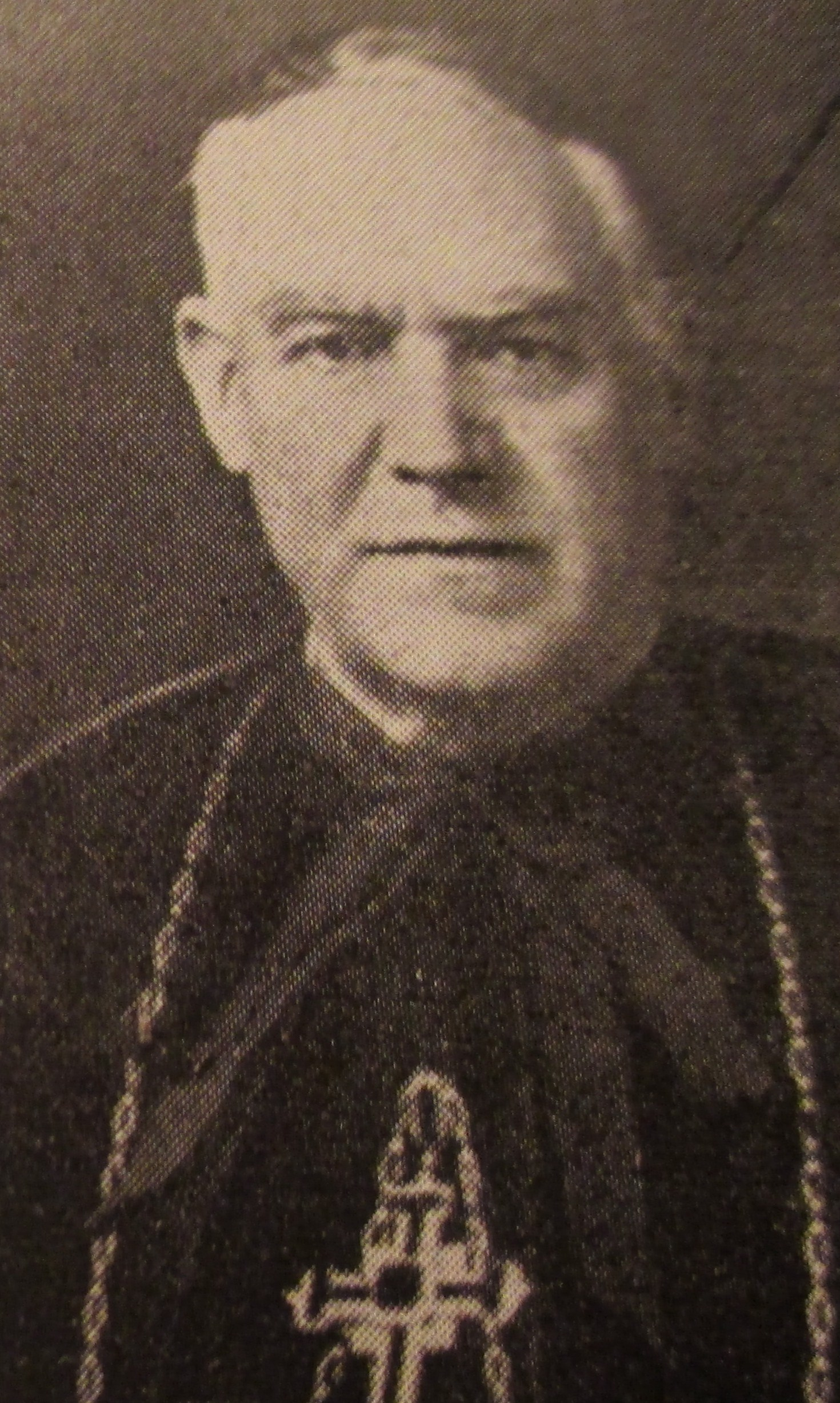
La Secretaría provocó un conflicto con el cardenal Gomá.

La sublevación de julio no había tenido naturaleza religiosa. Sin embargo, la persecución anticatólica desatada en la zona republicana hizo que el apoyo religioso a la rebelión creciera exponencialmente. El 6 de diciembre de 1936 se institucionalizó la presencia —ya previamente existente— de los capellanes castrenses en el ejército franquista.
El 31 de diciembre Gil Yuste decidió restablecer provisionalmente las tenencias de vicaría de la Vicaría General Castrense, lo que creó un problema con la jerarquía católica. Tres días más tarde, el cardenal Gomá pasó una nota a Franco indicando que el tema estaba siendo estudiado en Roma y que no convenía tomar decisiones apresuradas. Simultáneamente, encargó a Gregorio Modrego que se hiciese cargo de la Vicaría. Una entrevista con el Caudillo el 25 de febrero pareció solventar las diferencias, pero tanto la Junta Técnica como Lorenzo Martínez Fuset —asesor jurídico de Franco— volvieron a poner dificultades. Tan solo el 6 de mayo de 1937 se admitiría finalmente el nombramiento de Modrego y el principio de que los capellanes castrenses serían elegidos entre las personas propuestas por el vicario.

## La creación del primer Gobierno
Tras el traslado del Cuartel General de Franco a Burgos, Serrano Suñer redactó la Ley de Administración Central del Estado, auténtica «Carta institucional» del Gobierno que fue aprobada el 30 de enero de 1938. Esta dio paso a un ejecutivo con once carteras ministeriales que sustituyó a la dispersa y poco eficaz administración precedente, Secretaría de Guerra incluida.